# چوما (بازیکن فوتبال)
چوما (انگلیسی: Chuma؛ زادهٔ ۱۳ فوریهٔ ۱۹۹۷) بازیکن فوتبال اهل اسپانیا است.